# Parco nazionale del fiume Biebrza
Il parco nazionale del fiume Biebrza (in polacco Biebrzański Park Narodowy, BbPN) è un parco nazionale situato nella parte nord-orientale della Polonia, nel voivodato della Podlachia. La sede amministrativa si trova all'interno dell'area protetta, nel villaggio di Osowiec-Twierdza. Già nel periodo tra le due guerre nell'area oggi occupata dal parco nazionale esistevano due riserve naturali: Czerwone Bagno e Grzędy.

## Geografia
Il parco nazionale del fiume Biebrza (BbPN) venne istituito con un regolamento del Consiglio dei Ministri del 9 settembre 1993 ed è il più esteso dei 23 parchi nazionali attualmente presenti in Polonia. Uno degli scopi principali del parco è la conservazione delle estese torbiere della valle del fiume Biebrza e della flora e della fauna che vi si trovano, comprese le aree adiacenti che fungono da zona cuscinetto. Copre una superficie totale di 592 km² e comprende anche una piccola parte dei monti Sokólskie. La zona cuscinetto comprende il bacino della Biebrza, i monti Sokólskie, l'altopiano di Białystok, l'altopiano di Kolno e l'alta valle del Narew. All'interno dei confini del parco sono state ammesse otto enclavi frammentate che non appartengono al parco nazionale, ma sono state messe a disposizione degli abitanti dei sette villaggi esistenti per la coltivazione del grano, come prati e pascoli per il bestiame o come aree di insediamento.
Peculiari del parco nazionale sono l'ampia valle del fiume Biebrza, che scorre lentamente formando numerosi meandri, e il più vasto complesso di torbiere della Polonia: le paludi della Biebrza. Qui si trova un mosaico di biotopi, comprese zone umide e terreni destinati all'agricoltura estensiva per gli abitanti dei villaggi, che forniscono un habitat per specie rare e in via di estinzione di piante, uccelli e altri animali. Il parco nazionale è caratterizzato da vaste distese di paesaggio vergine, ecosistemi e habitat che al di fuori delle aree protette sono stati spesso distrutti dalla bonifica di paludi e torbiere.

### Clima
Le paludi della Biebrza si trovano nella Polonia nord-orientale, una delle regioni più fredde del paese. A seconda delle località, il clima è quasi continentale con elementi sub-boreali ed è caratterizzato da un lungo inverno, un breve inizio di primavera e una breve stagione di crescita.
Ogni anno le giornate di gelo oscillano tra 57 e 66, mentre l'inverno dura complessivamente tra 107 e 117 giorni. Febbraio è il mese più freddo dell'anno, luglio il più caldo. Nel bacino superiore della Biebrza il terreno è coperto da un manto nevoso compatto per circa 140 giorni all'anno e anche in quello inferiore la neve può persistere fino a 110 giorni. In inverno soffiano venti da sud-ovest di intensità pari a quelli estivi che soffiano da ovest e sud-ovest. Le gelate notturne con bruschi abbassamenti della temperatura sono una costante e provocano da due a quattro giorni di gelo anche nei mesi di maggio e giugno. L'estate dura dai 77 agli 85 giorni e si registrano dai 30 ai 70 giorni di nebbia, che nelle torbiere raddoppiano rispetto alle zone di montagna.
Nella valle del fiume Biebrza si registrano precipitazioni inferiori (550 mm) rispetto agli altopiani vicini (600 mm e oltre); all'interno dello stesso bacino del fiume, la parte settentrionale riceve meno precipitazioni (470-550 mm) di quella meridionale (>550 mm).

### Sito Ramsar
Le presenza di paludi e torbiere, sempre più rare in Europa, nonché una fauna particolarmente ricca di specie, con un'avifauna straordinariamente varia, hanno fatto sì che il 24 ottobre 1995 il parco venisse inserito nell'elenco delle aree protette della Convenzione di Ramsar. L'area, indicata con il numero 756, copre una superficie di 592 km², equivalente a quella del parco nazionale.

### Zona di protezione speciale
Una zona di protezione speciale (ZPS) designata ai sensi della direttiva Natura 2000 è stata ufficialmente dichiarata nel novembre 2004 su una superficie di 148509 ettari con il nome «Ostoja Biebrzańska» (PLB200006). Il santuario degli uccelli comprende l'intera superficie del parco nazionale e della zona speciale di conservazione e amplia l'area protetta nelle zone periferiche di ulteriori 27000 ettari.

### Zona speciale di conservazione
Un'area di 121206 ettari, «Dolina Biebrzy», è stata designata come zona speciale di conservazione (ZSC) nel febbraio 2008 con la sigla PLH200008; essa comprende l'intera regione in cui si trova il parco nazionale, la cui superficie costituisce solo il 49,27% dell'intera ZSC.

## Flora e fauna

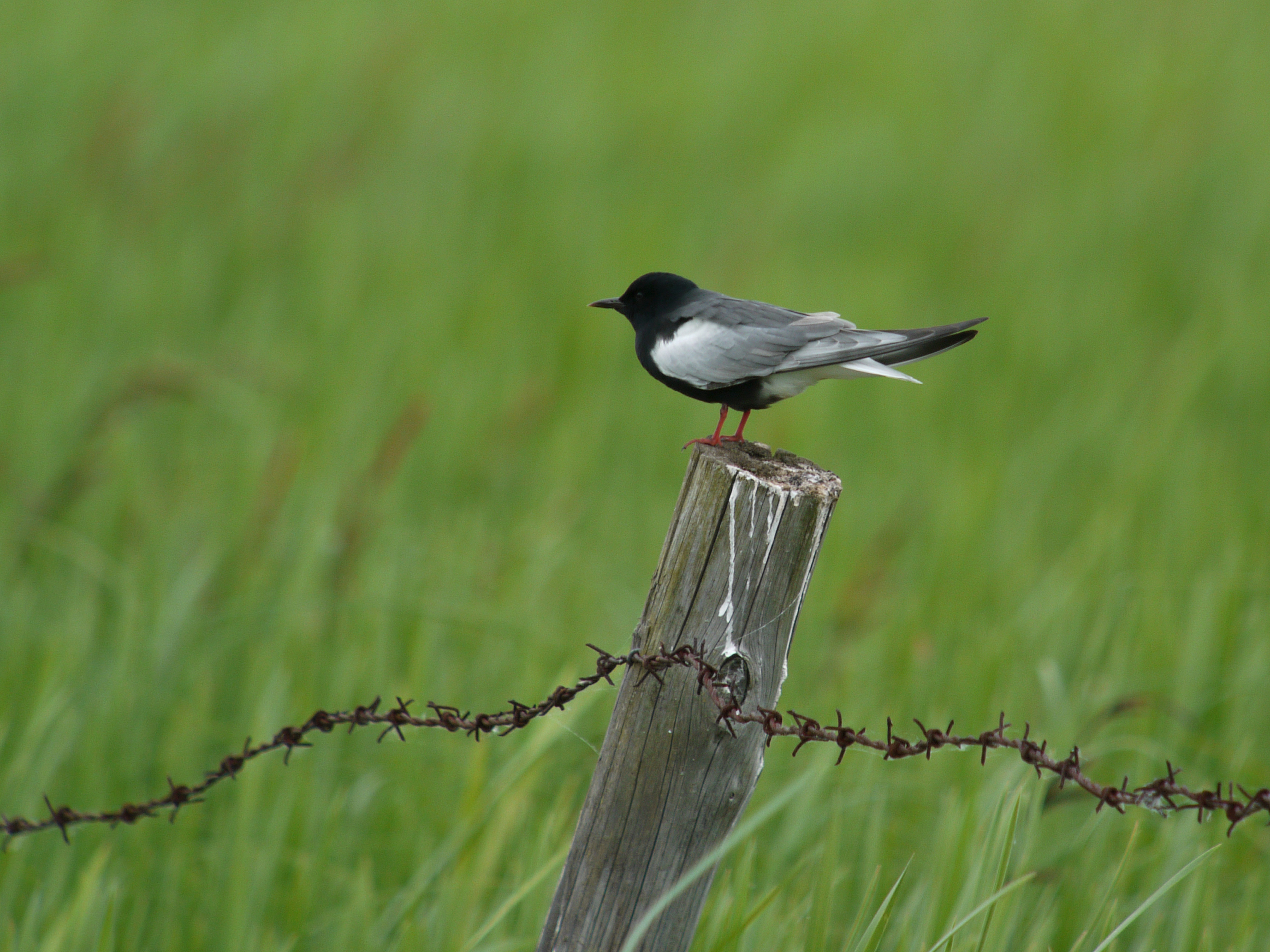
Mignattino alibianche nel parco.

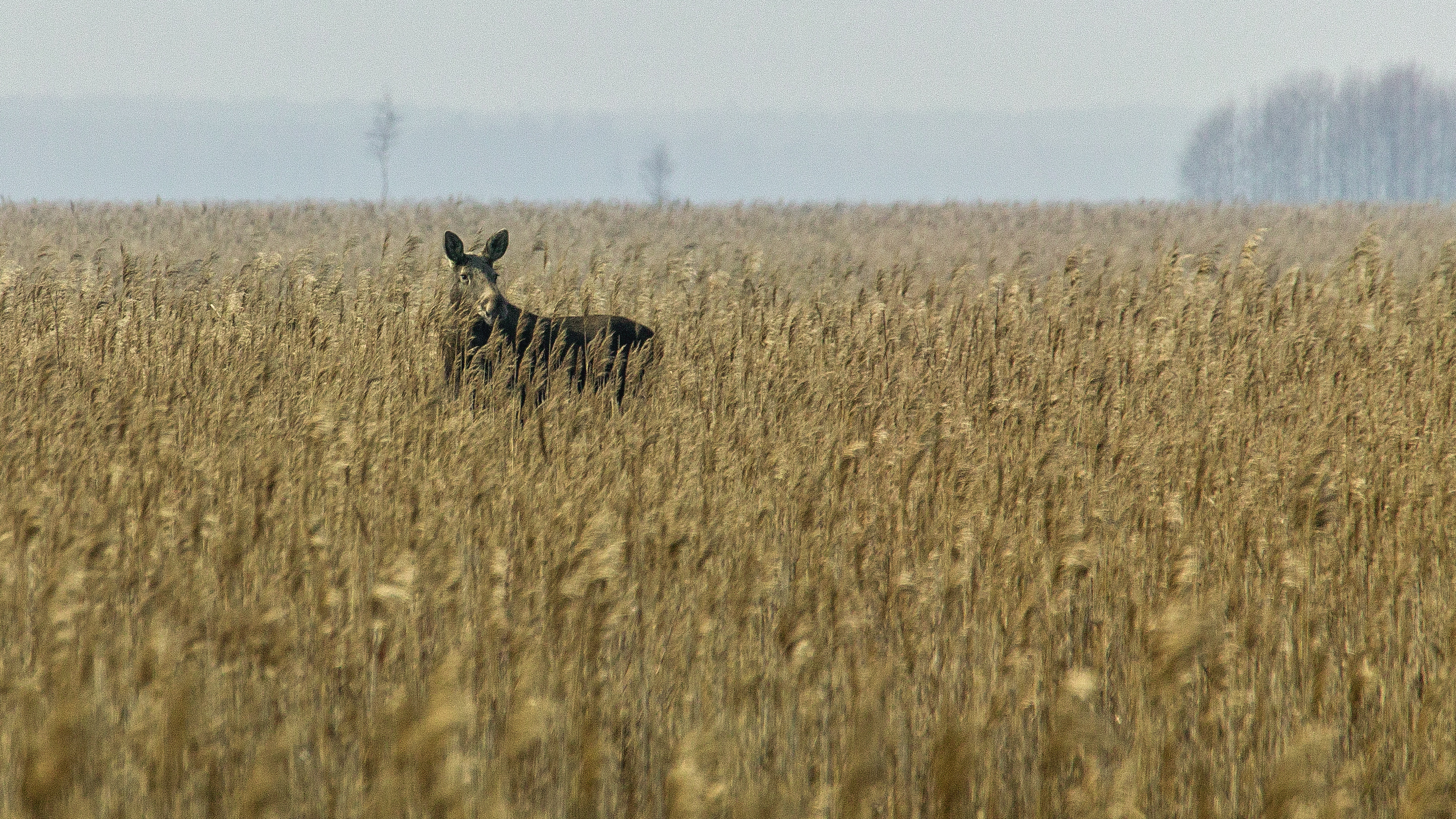
Alce tra le canne.

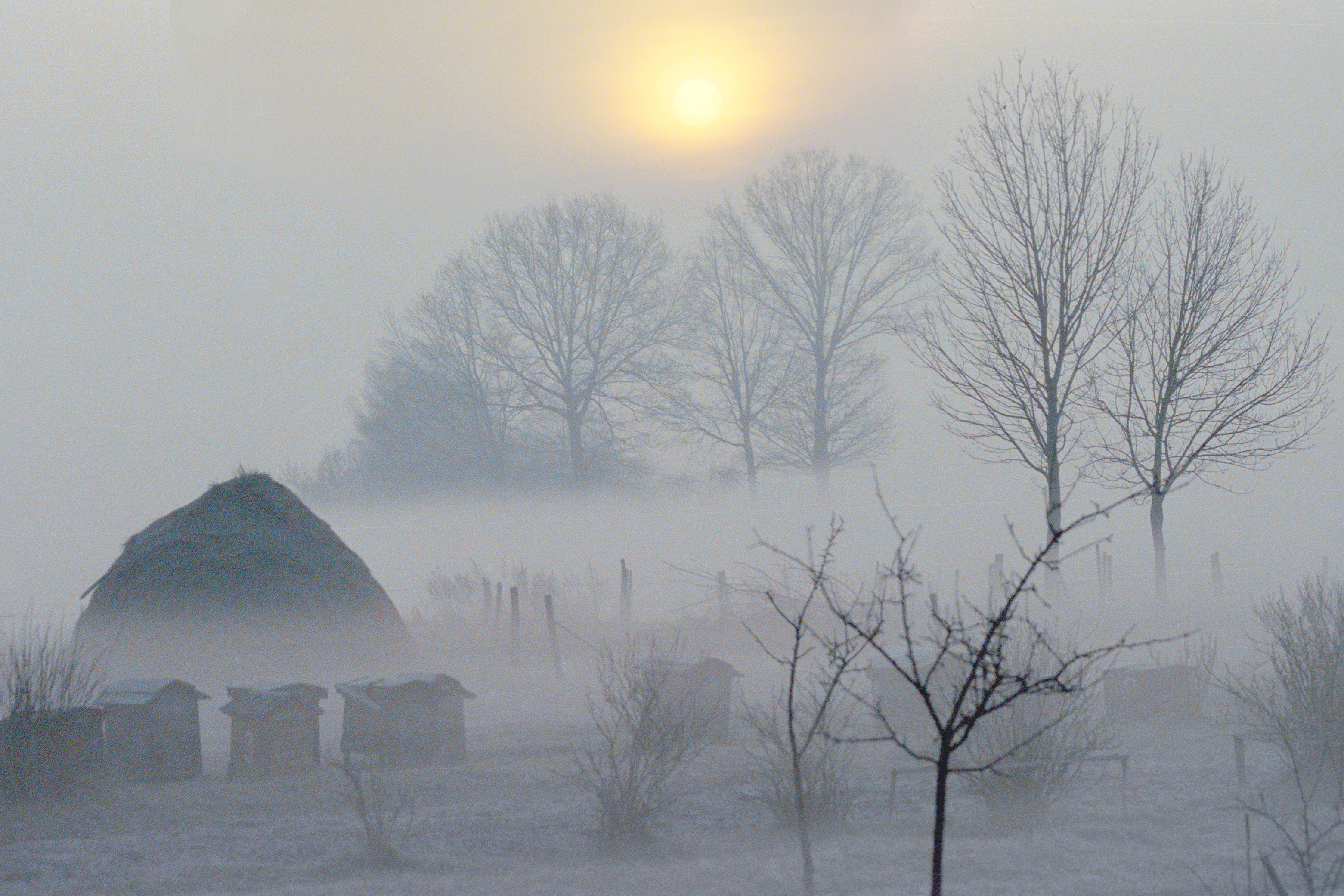
La tipica nebbia che copre le zone paludose.

### Flora
La flora del parco nazionale è identica a quella delle aree adiacenti, dove sono state censite oltre 1000 specie di piante vascolari, di cui oltre 900 entro i confini del parco nazionale. Per proteggere le specie a rischio di estinzione è stata garantita una protezione completa a 90 specie di piante e una protezione parziale a 17 specie. Qui si trovano 45 specie che figurano sulla «Lista rossa delle piante vascolari minacciate» della Polonia, comprese 20 specie di orchidee.
Nel corso di un'indagine condotta nel parco nazionale è stata rilevata la presenza delle seguenti specie vegetali gravemente minacciate di estinzione inserite nell'appendice II della direttiva Habitat: l'angelica palustre (Angelica palustris), il muschio a falce brillante (Hamatocaulis vernicosus), la liparide (Liparis loeselii), la pulsatilla orientale (Pulsatilla patens), la sassifraga delle torbiere (Saxifraga hirculus) e il tesio senza bratteole (Thesium ebracteatum).
Tra le altre specie vegetali presenti ricordiamo l'actea europea (Actaea europaea), l'anemone silvestre (Anemone sylvestris), il botrichio multifido (Botrychium multifidum), il carice della fanghiglia (Carex limosa), il selino dubbio (Selinum dubium), la coralloriza (Corallorhiza trifida), la drosera a foglie rotonde (Drosera rotundifolia), la genzianella amarella (Gentianella amarella), il giglio martagone (Lilium martagon), l'orobanche purpurea (Phelipanche purpurea), il salice mirtilloide (Salix myrtilloides) e l'erba vescica minore (Utricularia minor).

### Fauna
La valle del fiume Biebrza si è in gran parte preservata nella sua forma naturale, che consiste per lo più di ecosistemi palustri e acquatici interconnessi con le aree vicine. Date le grandi dimensioni dell'area protetta, esiste un'ampia varietà di habitat per la fauna esistente, comprese 48 specie di mammiferi, di cui 10 di pipistrelli. Particolarmente comune è l'arvicola del Nord (Alexandromys oeconomus), che beneficia delle aree paludose protette. Altre specie di mammiferi degne di nota sono il lupo (Canis lupus), la lontra (Lutra lutra), l'alce (Alces alces) e il castoro europeo (Castor fiber). Entro i confini del parco si trova un apposito santuario per gli alci in cui sono stati identificati circa 400 esemplari. Il castoro è stato introdotto dopo la seconda guerra mondiale ed è oggi molto diffuso nel parco.
Nel bacino della Biebrza e nella zona di protezione speciale (ZPS) sono state osservate 302 specie di uccelli. Nel parco nazionale nidificano complessivamente 198 specie, di cui 168 si riproducono regolarmente e 19 occasionalmente. La valle del fiume Biebrza costituisce il più importante rifugio dell'Europa centrale e occidentale per il beccaccino (Gallinago gallinago), l'aquila anatraia minore (Clanga pomarina), il mignattino alibianche (Chlidonias leucopterus) e il re di quaglie (Crex crex). Il parco nazionale è un importante luogo di sosta per limicoli, anatre, oche e gru durante la loro migrazione annuale: è per questo motivo che la valle del fiume Biebrza è stata dichiarata santuario degli uccelli di importanza europea e mondiale. Nel parco nazionale sono protette anche altre specie di uccelli, come ad esempio il codone comune (Anas acuta), l'aquila reale (Aquila chrysaetos), il tarabuso eurasiatico (Botaurus stellaris), il biancone (Circaetus gallicus), il picchio rosso mezzano (Dendrocoptes medius), l'aquila minore (Hieraaetus pennatus), il pettazzurro (Luscinia svecica), il pecchiaiolo occidentale (Pernis apivorus), il combattente (Calidris pugnax), il voltolino eurasiatico (Porzana porzana) e la pettegola (Tringa totanus).
Nel sistema fluviale della Biebrza sono state identificate 36 specie di pesci, compresa una vera rarità, la lampreda ucraina (Eudontomyzon mariae). Qui il numero di pesci e la loro biomassa totale sono più alti che in altri fiumi di pianura della Polonia e offfrono una ricca varietà di cibo per gli animali ittiofagi.
Durante uno studio effettuato nel parco nazionale sono state registrate le seguenti specie di pesci, classificate come altamente minacciate nell'appendice II della direttiva Habitat: l'aspio (Leuciscus aspius), il cobite europeo (Cobitis taenia), il cobite di stagno (Misgurnus fossilis) e il rodeo (Rhodeus amarus).
Nel parco nazionale sono state identificate cinque specie di rettili e dodici di anfibi, nonché più di 700 specie di invertebrati, comprese 94 specie di farfalle diurne. In alcuni siti di studio rappresentativi è stata registrata la presenza di 448 specie di ragni, di cui 71 rare e 10 endemiche. Inoltre sono state classificate più di 500 specie di coleotteri, 42 specie di tricotteri e 19 specie di sanguisughe.

## Obiettivi
Le paludi della Biebrza sono considerate un importante rifugio per le specie di uccelli tipiche delle zone umide dell'Europa centrale. Per questo motivo, il parco nazionale è stato aggiunto all'elenco delle zone umide di importanza nazionale della Convenzione di Ramsar nel 1995 e da allora è stato rigorosamente protetto.
A livello internazionale, la valle del fiume Biebrza è stata dichiarata santuario degli uccelli di importanza europea secondo la classificazione di BirdLife International e dal 2004 è stata confermata la sua inclusione nella rete di aree protette Natura 2000. Attualmente nell'area si trovano una zona di protezione speciale per gli uccelli (PLB200006, «Ostoja Biebrzańska»), con una superficie di 1485,0933 km², e un'area FFH (PLH200008, «Dolina Biebrzy»), con una superficie di 1212,0623 km²: entrambe si sovrappongono tra loro e racchiudono completamente la superficie del parco nazionale.

### Comitato scientifico
Il Comitato scientifico è un organo di formazione e consulenza del direttore del parco nazionale ed è stato nominato dal ministro dell'ambiente Michał Woś con una decisione del 10 agosto 2020. Il comitato è composto da venti membri e dura in carica cinque anni. Il suo scopo è quello di valutare il piano di protezione e di emettere pareri al riguardo

## Importanza culturale

### La fortezza di Osowiec
La fortezza di Osowiec è l'edificio storico più importante del parco nazionale, insieme al canale di Augustów, e sorge su quella che era l'unica strada che attraversava la palude della Biebrza, dove questa incrociava il punto più stretto della valle del fiume. La fortezza aveva una grande importanza strategica, in quanto era un'importante fortificazione che difendeva i confini occidentali dell'Impero russo. La sua costruzione iniziò nel 1882 ed ebbe termine nel 1892. Per costruirla, le autorità spostarono con la forza il villaggio di Osowiec due chilometri a nord, dove si trova l'attuale insediamento.

### Il canale di Augustów
Il canale di Augustów fu costruito tra il 1824 e il 1839 ed è stato designato monumento di architettura tecnica di classe I dal governo polacco. Il canale scorre nell'area protetta del parco nazionale vicino alle città di Polkowo e Dębowo. La chiusa di Dębowo fu costruita nel 1826-27 e permette lo scambio d'acqua tra il fiume Biebrza e il canale. Originariamente, il canale che collegava il fiume Biebrza con il fiume Neman era stato ideato come parte di un progetto più ampio, una via d'acqua dalla Vistola al porto di Ventspils sul mar Baltico. Questa nuova rotta commerciale avrebbe consentito di rendere il Regno di Polonia indipendente dalle tariffe imposte dalla Prussia.

### Architettura industriale
Nel parco nazionale furono costruiti mulini a vento in legno in stile olandese a Kamienna Stara (1902), Suchowola (1906), Nowy Dwór (1935) e Zabiel (1924, 1955), nonché mulini ad acqua a Goniadz (XIX secolo) e Karwów (1947).

## Accesso
La costruzione della prevista superstrada S16 come parte della Via Carpathia da Ełk a Knyszyn renderà più facile l'accesso al parco.